# Abbás Mírzá
Abbás Mírzá (persky عباس میرزا‎, 26. srpna 1789 – 25. října 1833) byl kádžárovský korunní princ, který se snažil o modernizaci perské armády a také jí velel v rusko-perské válce v letech 1804–1813, v osmansko-perské válce v letech 1821–1823 a v rusko-perské válce v letech 1826–1828. 

## Život
Panovníkem se nestal, protože zemřel dřív než jeho otec, Fát Alí Šáh, kterého tak posléze na trůně nahradil Mírzův syn Muhammad Šáh Kádžár.
Ve válkách s Ruskem byl Abbás Mírzá neúspěšným. Gulistánskou dohodou v roce 1813 získalo Rusko postoupení moderního Dagestánu, východní Gruzie, většiny Ázerbájdžánu a částí severní Arménie a Turkmenčajskou dohodou v roce 1828 Jerevanský chanát, Nachičevanský chanát a zbývající část Talyšského chanátu. Z Mírzových vojenských neúspěchů vyniká neúspěšná bitva u Aslándúzu, ve které se ruskému veliteli Pjotrovi Stěpanovičovi Kotljarevskému povedlo zničit polovinu Mírzovy armády při zcela minimálních ztrátách, ač útočil proti dvojnásobné přesile.